# Moussey (Mozela)
Moussey – miejscowość i gmina we Francji, w regionie Grand Est, w departamencie Mozela.
Według danych na rok 1990 gminę zamieszkiwało 721 osób, a gęstość zaludnienia wynosiła 91 osób/km² (wśród 2335 gmin Lotaryngii Moussey plasuje się na 474. miejscu pod względem liczby ludności, natomiast pod względem powierzchni na miejscu 751.).